# Вартая
Ва́ртая (Вартайя, Вартава; латыш. Vārtāja, Vartāja, Vārtaja, Vārtava) — река в Латвии. Течёт по территории Южно-Курземского края. Правый приток нижнего течения Барты.
Длина реки составляет 64 км. Площадь водосборного бассейна равняется 541 км² (по другим данным — 563 км²). Объём годового стока — 0,195 км³. Уклон — 1,03 м/км, падение — 84 м.
Вытекает из озера Сепенес.
Крупнейшие притоки: Вирга, Бирзтала.